# Albergue de Alemania
Albergue de Alemania (en maltés: Berġa ta' Alemanja) era un albergue en La Valeta, Malta. Fue construido entre 1571 y 1575 para albergar a los caballeros de la Orden de San Juan de lengua alemana.

## Historia
Quedó vacante en 1798 cuando la Orden fue expulsada durante la ocupación francesa de Malta. En la década de 1830, el edificio se utilizó como residencia del presidente del Tribunal Supremo. Otra parte fue utilizada por la Flota del Mediterráneo como panadería y molino.
Fue demolido en 1839 para dar paso a la procatedral de San Pablo. El Albergue de Alemania fue el único albergue en Malta que fue demolido intencionalmente, ya que los otros albergues destruidos fueron derribados debido a los daños sufridos en la Segunda Guerra Mundial. Es posible que todavía existan algunos restos in situ.
El albergue fue diseñado por el arquitecto maltés Girolamo Cassar, pero casi nada se sabe sobre la estructura.

## Otras lecturas
- L'Albergia della Lingua d'Alemagna / G. Darmanin Demajo. ASM. 4 (1934) 2-4 (abr. -Dic.65-96)